# Cystoderma muscicola

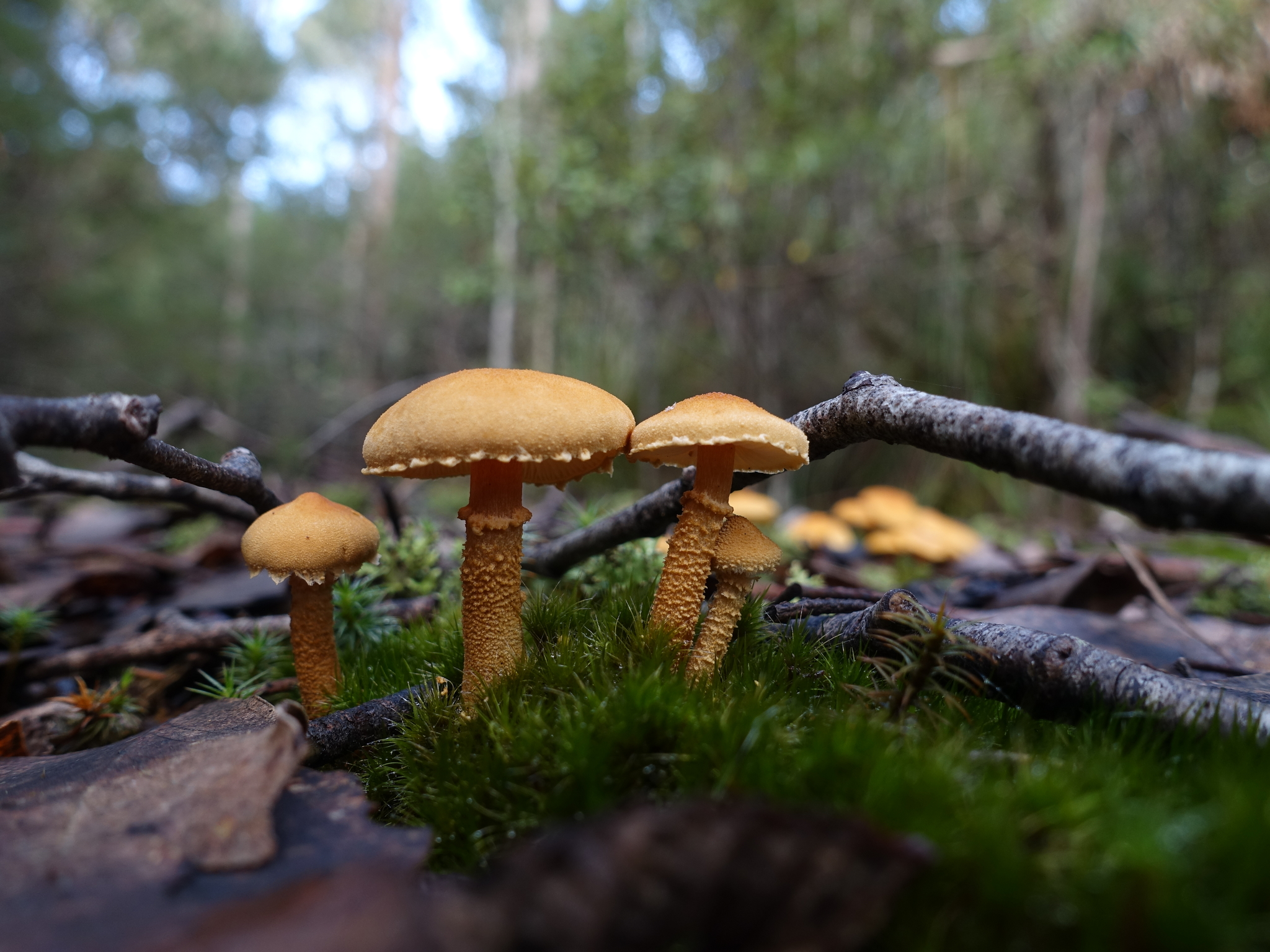

Cystoderma muscicola är en svampart som först beskrevs av Cleland, och fick sitt nu gällande namn av Grgur. 1997. Cystoderma muscicola ingår i släktet Cystoderma och familjen Agaricaceae.   Inga underarter finns listade i Catalogue of Life.